# Північний Кьонсан

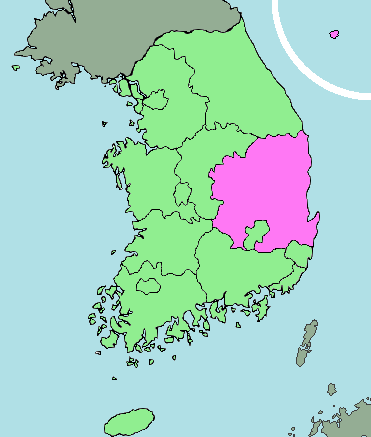
Північна Кьонсан

Північний Кьонсан (кор. 慶尚北道, 경상북도, Кьонсан-пукто) — провінція Республіки Корея. Розташована на південному сході Корейського півострова, на сході Республіки. Омивається водами Японського моря. Утворена 1896 року на основі північної частини історичної провінції Кьонсан. Скорочена назва — Кьонпук (кор. 慶北, 경북). Адміністративний центр — Андон.